# Município de Union (condado de Muskingum, Ohio)
O município de Union (em inglês: Union Township) é um município localizado no condado de Muskingum no estado estadounidense de Ohio. No ano de 2010 tinha uma população de 4.395 habitantes e uma densidade populacional de 66,68 pessoas por km².

## Geografia
O município de Union encontra-se localizado nas coordenadas 39° 58′ 18″ N, 81° 46′ 55″ O. Segundo o Departamento do Censo dos Estados Unidos, o município tem uma superfície total de 65.91 km², da qual 65.88 km² correspondem a terra firme e (0.05%) 0.03 km² é água.

## Demografia
Segundo o censo de 2010, tinha 4.395 habitantes residindo no município de Union. A densidade populacional era de 66,68 hab./km². Dos 4.395 habitantes, o município de Union estava composto pelo 96.77% brancos, o 1.02% eram afroamericanos, o 0.16% eram amerindios, o 0.73% eram asiáticos, o 0.02% eram insulares do Pacífico, o 0.25% eram de outras raças e o 1.05% pertenciam a duas ou mais raças. Do total da população o 0.73% eram hispanos ou latinos de qualquer raça.